# Shining Girls
Shining Girls és una sèrie de televisió estatunidenca, de gènere thriller, basada en la novel·la de ciència-ficció Les Lluminoses (The Shining Girls) (2013) de Lauren Beukes, protagonitzada per Elisabeth Moss, Wagner Moura i Jamie Bell. La sèrie es va estrenar el 29 d'abril de 2022 a través del servei de subscripció Apple TV+. Consta de 8 episodis de 45 minuts.

## Sinopsi
Anys després que un atac brutal la deixés traumatitzada, en una realitat en constant canvi, Kirby Mazrachi (Elisabeth Moss) s'assabenta que un assassinat recent està relacionat amb la seva agressió. Amb l'ajuda d'un company de feina, en Dan Velázquez (Wagner Moura), un veterà periodista, buscarà pistes per entendre el seu present en constant canvi i enfrontar-se al seu passat, intentant atrapar un psicòpata que sembla estar per tot arreu.

## Repartiment

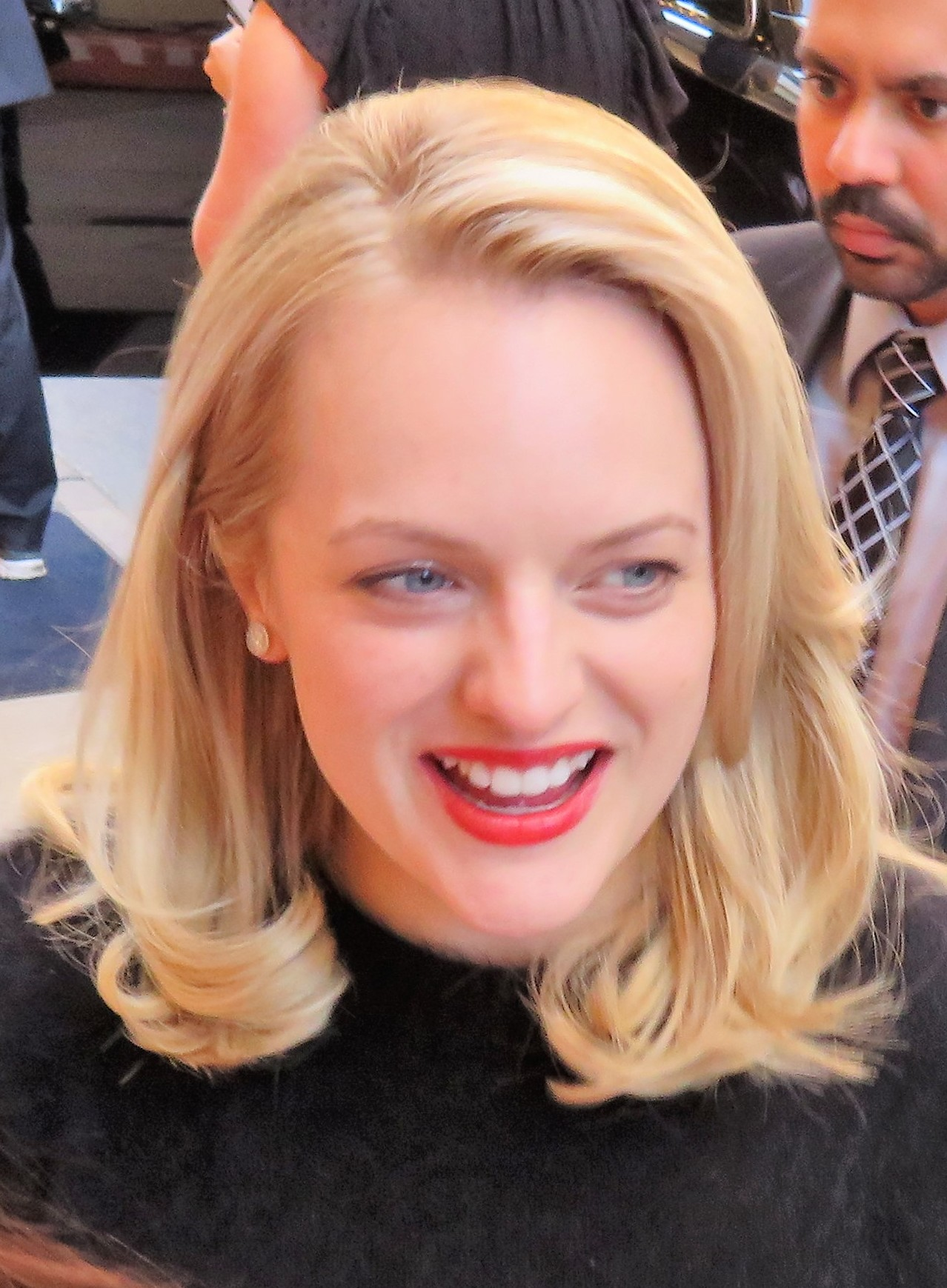
Elisabeth Moss: Kirby Mazrachi
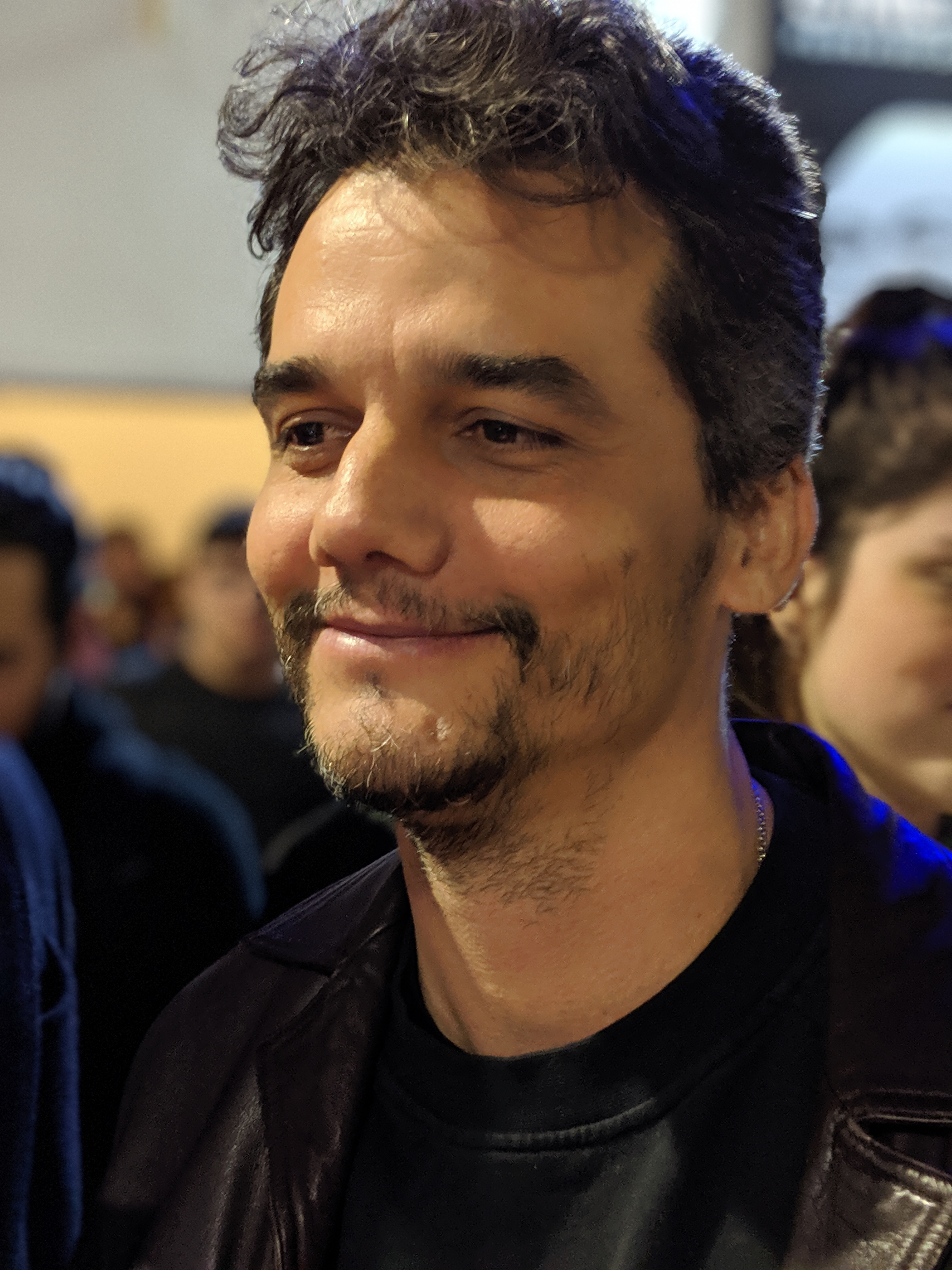
Wagner Moura: Dan Velázquez
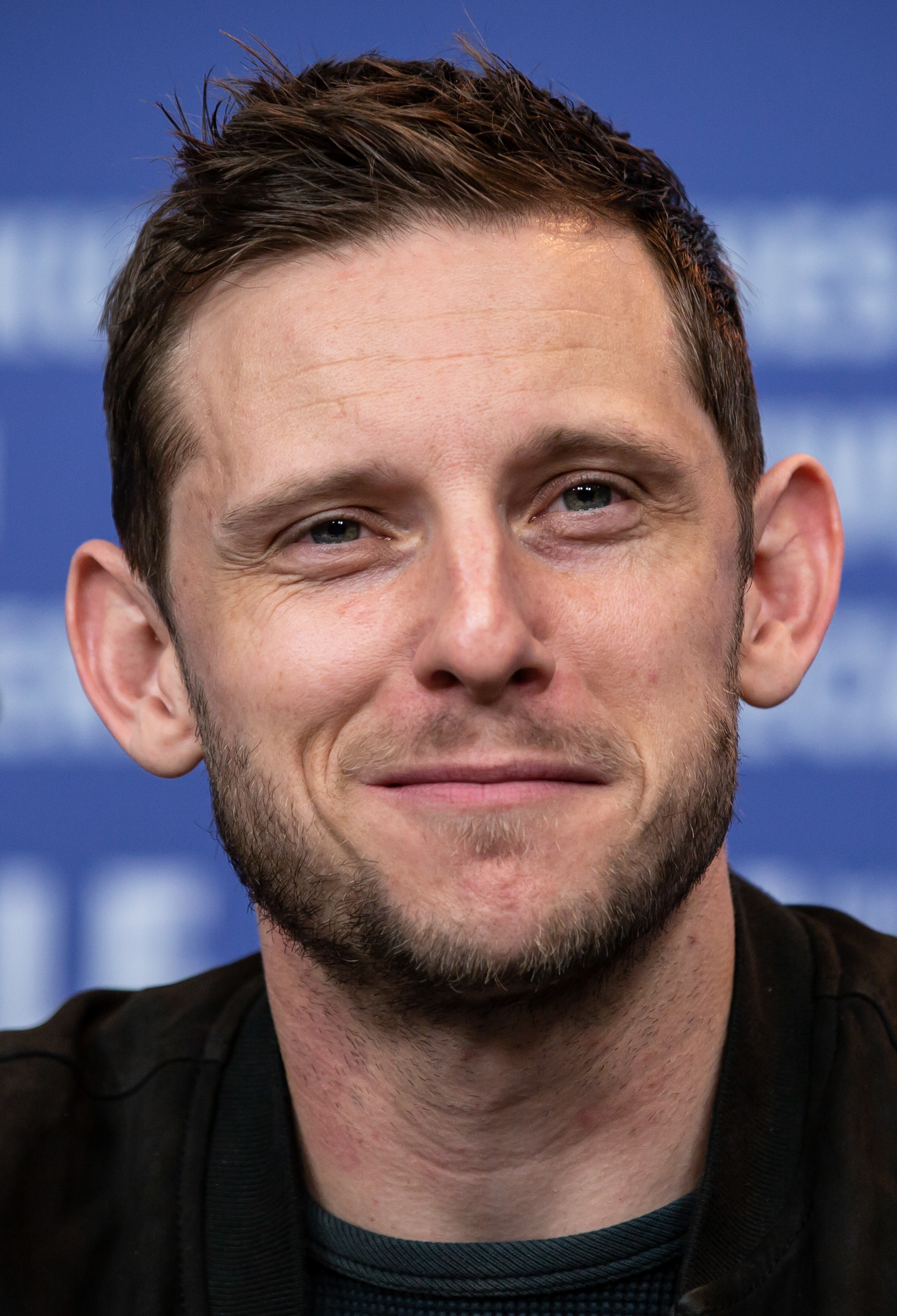
Jamie Bell: Harper Curtis
- Phillipa Soo: Jin-Sook
- Chris Chalk: Marcus
- Amy Brenneman: Rachel
- Erika Alexander: Abby
- Alex Goodrich: Bertie
- Sadieh Rifai: Lakshmi
- Christopher Meister: Clarence

- Elisabeth Moss
- Wagner Moura
- Jamie Bell

## Episodis
| Episodi | Títol         | Director          |
| 1       | "Cutline"     | Michelle MacLaren |
| 2       | "Evergreen"   | Michelle MacLaren |
| 3       | "Overnight"   | Daina Reid        |
| 4       | "Attribution" | Daina Reid        |
| 5       | "Screamer"    | Elisabeth Moss    |
| 6       | "Bright"      | Daina Reid        |
| 7       | "Offset"      | Elisabeth Moss    |
| 8       | "30"          | Daina Reid        |

## Al voltant de la sèrie
Basada en la novel·la Les lluminoses (The Shining Girls) de la sud-africana Lauren Beukes, per la que va obtenir el premi August Derleth, Millor novel·la de terror per la British Fantasy Awards 2014, creada per televisió per Silka Luisa, amb col·laboració en el guió de Katrina Albright. La direcció dels capítols es distribueix entre Daina Reid (4), Michelle MacLaren (2) i la pròpia Elisabeth Moss (2), també coproductora executiva.
Filmada a Chicago, el lloc de rodatge en estudis per a aquesta producció va ser el Chicago Studio City. Les imatges de la sèrie capturen tots els matisos de la ciutat, inclosos els trens L (o trens elevats) o els porxos de fusta dels apartaments de tres pisos, el Planetari Adler a la vora del llac Michigan. Algunes escenes s'han vist a l'estació de Chicago Union, a l'Uptown Theatre i a l'antic edifici de la Biblioteca Pública de Chicago, que ara es coneix com el Chicago Cultural Center.
En el darrer episodi, com a cançó destacada a la banda sonora de Shining Girls es pot escoltar Angel Olsen amb una versió absolutament etèria de la cançó One Too Many Mornings de Bob Dylan corresponent al seu àlbum The Times They Are A-Changin (1964).

### Crítiques
Shining Girls va rebre valoracions positives dels crítics, l'excel·lent actuació d'Elisabeth Moss li dona a aquest misteri un centre de gravetat fascinant, obtenint una aprovació del 85% a l'agregador Rotten Tomatoes, amb puntuació mitja de 7,10 /10 sobre un total de 39 anàlisis i a un 88% de l'audiència els va agradar.
Per Toni de la Torre a El Temps també en destaca la tria d'Elisabeth Moss, l'actriu perfecta per al paper, capturant el trauma del personatge amb una fondària emocional i una intensitat punyent. L'actriu, ja ha fet papers similars a Top of the Lake i The Handmaid's Tale, amb històries de dones que passen per experiències molt dures, amb la diferència en aquest cas que el personatge de la Kirby de Shining Girls ens transmet vulnerabilitat i angoixa, els efectes d'un trauma que en fa partícip a l'espectador.